# Club Atlético Ituzaingó (Uruguay)
El Club Atlético Ituzaingó es un club de fútbol ubicado en San Rafael, Punta del Este, Maldonado, Uruguay. Actualmente milita en la Liga Mayor de Fútbol de Maldonado, de la Organización de Fútbol del Interior (OFI).

## Historia
El Club Atlético Ituzaingó fue fundado el 11 de julio de 1951 y tomó su nombre de la antigua denominación de Punta del Este, que hasta 1909 se llamó Villa Ituzaingó, población que fuera fundada en 1829 por Francisco Aguilar. El club nace en un año de cambios para el fútbol del departamento de Maldonado, ya que en ese 1951, la Liga Maldonadense de Fútbol, que se había creado en 1922, experimenta una reorganización y pasa a llamarse Liga Capital de Fútbol de Maldonado.
El mismo año de su fundación Ituzaingó obtuvo el campeonato de la categoría de Ascenso y en 1952 ya estaba militando en Primera División. Los primeros años no fueron fáciles, ya que en 1955, desciende. En esa inestabilidad deportiva inicial regresa a Primera División en 1957 pero pierde nuevamente la categoría en 1958. Transcurrida esa década, vuelve a Primera División en 1961 y desde entonces se ha mantenido en la divisional de privilegio.
Obtuvo cuatro veces el título de esa liga: 1963, 1975, 1988, 1994.

### Últimos años
El 19 de abril de 1995 se crea la Liga Mayor de Fútbol de Maldonado, como una fusión de la Liga Capital de Fútbol de Maldonado y la Liga Carolina de Fútbol. Ituzaingó se corona campeón en 2001 , 2006 , 2012, 2014 y 2016.
En el año 2000 gana, de manera invicta, la hoy llamada Copa Nacional de Clubes. En ese torneo, el principal del fútbol del interior del Uruguay, ya había tomado parte en 1981, 1987 y 1988, y volvería a hacerlo en 2001, 2002, 2004, 2007, 2010, 2013 y 2018.

## Clásico y otras actividades
Clásico: su clásico rival es el Centro Cultural y Democrático Punta del Este. En este clásico su máximo goleador es Gustavo Umpierrez jugador del Centro Cultural y Democrático Punta del Este este logró hace 68 goles a lo largo de todos los clásicos. El clásico se inclina a favor de Club Ituzaingó pero la mayor goleada histórica se la lleva el Centro Cultural y Democrático Punta del Este con un 12-3. Otras actividades: en el club Ituzaingó también se practican otros deportes, como básquetbol, tenis y vóleibol, y se desarrolla una intensa actividad social y cultural. Por ejemplo, el cantante Gustavo Nocetti, de larga carrera internacional, cantó sus primeros tangos en la sede de Ituzaingó, siendo adolescente.
La canción que identifica al club ("Marcha de Ituzaingó") es un ritmo de murga escrito por Marciano Durán y con la música de "Gorrión que abriendo sus alas".